# Carlia rimula
Carlia rimula är en ödleart som beskrevs av  Ingram och COVACEVICH 1980. Carlia rimula ingår i släktet Carlia och familjen skinkar. Inga underarter finns listade.